# Ommexecha macropterum
Ommexecha macropterum är en insektsart som beskrevs av Blanchard 1836. Ommexecha macropterum ingår i släktet Ommexecha och familjen Ommexechidae. Inga underarter finns listade i Catalogue of Life.